# Sant Girand
Saint-Gérand-le-Puy és un municipi francès, situat al departament de l'Alier i a la regió d'Alvèrnia-Roine-Alps. L'any 2007 tenia 997 habitants.

## Demografia

### Població
El 2007 la població de fet de Saint-Gérand-le-Puy era de 997 persones. Hi havia 374 famílies de les quals 112 eren unipersonals (60 homes vivint sols i 52 dones vivint soles), 105 parelles sense fills, 109 parelles amb fills i 48 famílies monoparentals amb fills.
La població ha evolucionat segons el següent gràfic:
Habitants censats

### Habitatges
El 2007 hi havia 471 habitatges, 380 eren l'habitatge principal de la família, 33 eren segones residències i 58 estaven desocupats. 455 eren cases i 16 eren apartaments. Dels 380 habitatges principals, 267 estaven ocupats pels seus propietaris, 99 estaven llogats i ocupats pels llogaters i 14 estaven cedits a títol gratuït; 1 tenia una cambra, 19 en tenien dues, 65 en tenien tres, 109 en tenien quatre i 186 en tenien cinc o més. 288 habitatges disposaven pel capbaix d'una plaça de pàrquing. A 169 habitatges hi havia un automòbil i a 164 n'hi havia dos o més.

### Piràmide de població
La piràmide de població per edats i sexe el 2009 era:
| Homes | Edats   | Dones |
| ----- | ------- | ----- |
| 0     | 95 o +  | 9     |
| 11    | 90 a 94 | 18    |
| 11    | 85 a 89 | 30    |
| 10    | 80 a 84 | 15    |
| 22    | 75 a 79 | 27    |
| 30    | 70 a 74 | 28    |
| 32    | 65 a 69 | 17    |
| 43    | 60 a 64 | 33    |
| 24    | 55 a 59 | 24    |
| 31    | 50 a 54 | 22    |
| 24    | 45 a 49 | 28    |
| 25    | 40 a 44 | 23    |
| 28    | 35 a 39 | 26    |
| 43    | 30 a 34 | 28    |
| 25    | 25 a 29 | 34    |
| 17    | 20 a 24 | 14    |
| 30    | 15 a 19 | 15    |
| 31    | 10 a 14 | 30    |
| 29    | 5 a 9   | 22    |
| 32    | 0 a 4   | 18    |

## Economia
El 2007 la població en edat de treballar era de 542 persones, 394 eren actives i 148 eren inactives. De les 394 persones actives 358 estaven ocupades (193 homes i 165 dones) i 36 estaven aturades (11 homes i 25 dones). De les 148 persones inactives 63 estaven jubilades, 38 estaven estudiant i 47 estaven classificades com a «altres inactius».

### Ingressos
El 2009 a Saint-Gérand-le-Puy hi havia 374 unitats fiscals que integraven 886,5 persones, la mediana anual d'ingressos fiscals per persona era de 15.039 €.

### Activitats econòmiques
Dels 48 establiments que hi havia el 2007, 2 eren d'empreses alimentàries, 4 d'empreses de fabricació d'altres productes industrials, 6 d'empreses de construcció, 10 d'empreses de comerç i reparació d'automòbils, 2 d'empreses de transport, 5 d'empreses d'hostatgeria i restauració, 1 d'una empresa d'informació i comunicació, 3 d'empreses immobiliàries, 5 d'empreses de serveis, 7 d'entitats de l'administració pública i 3 d'empreses classificades com a «altres activitats de serveis».
Dels 15 establiments de servei als particulars que hi havia el 2009, 2 eren tallers de reparació d'automòbils i de material agrícola, 1 autoescola, 2 paletes, 1 guixaire pintor, 1 electricista, 1 empresa de construcció, 3 perruqueries, 1 veterinari i 3 restaurants.
Dels 5 establiments comercials que hi havia el 2009, 3 eren botiges de menys de 120 m², 1 una fleca i 1 una carnisseria.
L'any 2000 a Saint-Gérand-le-Puy hi havia 25 explotacions agrícoles que ocupaven un total de 1.802 hectàrees.

## Equipaments sanitaris i escolars
L'únic equipament sanitari que hi havia el 2009 era una farmàcia.
El 2009 hi havia 1 escola maternal i 1 escola elemental.

## Poblacions més properes
El següent diagrama mostra les poblacions més properes.